# 滝沢修
滝沢 修（たきざわ おさむ、1906年〈明治39年〉11月13日 - 2000年〈平成12年〉6月22日）は、日本の俳優、演出家。本名：滝沢 脩。
築地小劇場の研究生として初舞台を踏み、次いで東京左翼劇場、新協劇団に参加、『夜明け前』『火山灰地』などの演技で注目された。戦後は東京芸術劇場、民衆芸術劇場の結成を経て、宇野重吉らと劇団民藝を創設して代表を務め、日本の新劇を代表する俳優となった。重厚なリアリズム演技に定評があり、舞台の代表作に『炎の人』『セールスマンの死』『オットーと呼ばれる日本人』などがある。舞台演出も手がけ、映画・テレビドラマへの出演も多い。主な映画出演作に『安城家の舞踏会』『原爆の子』『戦争と人間』など。著書に『俳優の創造』など。

## 来歴
1906年（明治39年）11月13日、東京府東京市牛込区（現在の東京都新宿区）に銀行家の三男として生まれる。長兄の敬一は『フランス通信』の著者である随筆家、次兄の健三は大舘姓を名乗る一水会の画家である。
築土小学校を経て開成中学に入学するが、小学校の時から絵が好きで小学3年の時には画家の鶴田吾郎に弟子入りして、彼からミレーやゴッホの話を聞いた。中学卒業後の1924年（大正13年）6月に築地小劇場が開場し、8月に新人養成のための夏期研究会が開かれるとこれに参加、土方与志のすすめで研究生となり、翌1925年（大正14年）に『ジュリアス・シーザー』の群衆役で初舞台を踏む。青山杉作の指導を受け、『アルト・ハイデルベルヒ』でハインリッヒを演じるなど、次第に頭角を現す。1927年（昭和2年）1月の帝劇公演『平行』（カイザー作）に出演後兵役につくが、1928年（昭和3年）に除隊し、1929年（昭和4年）1月の『忠義』（メイスフィールド作）で復帰する。しかし、同年3月に小山内薫の急死により劇団が分裂し、滝沢は青山らの残留組の一員として新組織の劇団築地小劇場に参加するが、5月に脱退し、村山知義らの東京左翼劇場に参加する。1933年（昭和8年）、『河向ふの青春』で映画に初出演する。
1934年（昭和9年）、村山らと新協劇団の結成に参加。その第1回公演『夜明け前』で主役の青山半蔵を演じ、そのリアルな演技で絶賛される。以後も『北東の風』の武藤山治、『火山灰地』の雨宮聡などで優れた演技を見せ、人物造形の綿密さ、長台詞の味わいの深さ、重厚な演技で、新劇俳優では珍重すべきスターとしての素質の持ち主として期待され、劇団の中心的俳優となる。この頃から俳優不足で新劇俳優を起用していたP.C.L.映画製作所（東宝の前身）の映画に出演するようになり、成瀬巳喜男監督の『乙女ごころ三人姉妹』、山本嘉次郎監督の『藤十郎の恋』『綴方教室』などに脇役で出演する。1940年（昭和15年）8月19日、村山らとともに治安維持法違反容疑で逮捕され、1年4ヶ月の投獄生活を経験するが、この時の夫人との往復書簡は戦後に『愛は風雪に耐えて』の題で出版された。1943年（昭和18年）、東宝の援助で清水将夫、北林谷栄らと芸文座を創立し、武者小路実篤作『三笑』、真山青果作『頼山陽』を上演する。
1945年（昭和20年）12月14日、久保栄・薄田研二とともに東京芸術劇場を結成し、翌1946年（昭和21年）3月に有楽座にて『人形の家』で旗揚げするが、1947年（昭和22年）3月に帝劇で『林檎園日記』を初演後、久保との対立から森雅之、信千代と脱退し、同年7月28日に森、宇野重吉らと第一次民衆芸術劇場（第一次民藝）を結成する。同年、吉村公三郎監督の映画『安城家の舞踏会』に没落華族の当主・安城忠彦役で主演、それ以降映画出演も多くなる。
1950年（昭和25年）12月22日、劇団民藝を結成し宇野とともに劇団の代表として活躍する。1951年（昭和26年）の三好十郎作『炎の人』ではゴッホを演じて芸術祭賞、毎日演劇賞を受賞する。この役は生涯の当たり役となり、公演は83歳を数えるまで続けられた。その後の舞台の代表作に『セールスマンの死』のウィリー・ローマン、『かもめ』のトリゴーリン、『オットーと呼ばれる日本人』のオットー、『狂気と天才』のキートンなどがある。1970年代からは『その妹』『アンネの日記』などで演出も手がけるようになる。
一方、映画では新藤兼人監督の『原爆の子』で、息子夫婦を原爆で失い幼い孫と貧しい生活を送る盲目の老人を力演し、第1回国際平和映画祭最優秀男優賞を受賞する。ほか、吉村監督『夜明け前』の青山半蔵、市川崑監督『野火』の敗残兵、山田洋次監督『霧の旗』の弁護士など、滝沢独特の重厚で精悍なリアリズム演技で名演を見せ、『忠臣蔵』で吉良上野介を演じるなど、悪役としても凄味を見せた。テレビドラマでは、大河ドラマ『赤穂浪士』で再び吉良、『新・平家物語』で後白河法皇と、重要な役どころで出演する。
最晩年まで俳優・演出家として舞台に立ち、1996年（平成8年）の民藝公演『俳諧師』の鬼貫役が最後の舞台出演、1997年（平成9年）の『あっぱれクライトン』が最後の演出作となった。2000年（平成12年）6月22日午前11時51分、肺炎のため東京都三鷹市の病院で死去。93歳没。

## 人物・エピソード
リアリズムの演技を徹底的に追求した人物の一人で、その役作りと演技で「新劇の神様」と呼ばれた。『炎の人』ではゴッホのやつれた感じを出すために6キロも減量して役に挑んだエピソードがある。また、30代の頃には髪が薄くなっており、『新・平家物語』で後白河院を演じた際には、残った髪を剃って法皇の姿を演じていた。主演（平清盛役）の仲代達矢が実際に剃髪したのは、滝沢が剃髪していたことも影響している。
妻の文子は、外交官古谷重綱の娘で、古谷綱武、古谷綱正の妹である。二人を繋げたのは長谷川泰子。
民藝の二本柱の滝沢と宇野は「剛の滝沢、柔の宇野」と称された。気さくで軽妙な性格の宇野に対して、滝沢は完璧主義・気難しい性格といわれたが、演劇に対する真摯な姿勢は山田五十鈴、米倉斉加年ら多くの俳優を育てている。また市村正親ら多くの俳優が滝沢の演技に影響を受け俳優を志した。
趣味である油絵の腕前は相当なものであり、『炎の人』に使うひまわりの絵も滝沢が描いている。また、公演パンフレットに使う写真を自分で撮るほどのカメラ好きでもあった。
戦時中は食料を確保するため、自分で畑を耕して野菜を作っていたという。
毎日新聞社のジャーナリストで、熊本大学教授だった息子の滝沢荘一により『名優・滝沢修と激動昭和』（新風舎文庫、2004年）が出版されており、2005年（平成17年）に日本エッセイストクラブ賞を受賞した。私生活では自宅を所有することなく、終生借家住まいだった。

## 受賞・受章歴
- 芸術祭賞
  - 1951年：『炎の人』
  - 1989年：『炎の人 ゴッホ小傳』
- 1951年：第4回毎日演劇賞『炎の人』『楊貴妃』
- 1965年：第11回テアトロン賞『夜明け前』
- 1966年：第8回毎日芸術賞『セールスマンの死』『オットーと呼ばれる日本人』
- 1966年：第18回NHK放送文化賞
- 1966年：第37回朝日賞『セールスマンの死』
- 1975年：第13回ゴールデン・アロー賞 演劇賞『セールスマンの死』
- 1977年：紫綬褒章
- 1978年：第13回紀伊国屋演劇賞 個人賞『その妹』
- 1980年：第30回芸術選奨文部大臣賞『アンネの日記』『子午線の祀り』
- 1986年：勲三等瑞宝章

## 出演作品

### 舞台
- 乞食芝居（1932年、東京演劇集団） - 牢番、役者上りの乞食 役
- 夜明け前（1934年、新協劇団） - 青山半蔵 役
- ファウスト（1936年、新協劇団） - ファウスト 役
- どん底（1936年、新協劇団） - ルカ 役
- 北東の風（1937年、新協劇団） - 武藤山治 役
- 三笑（1943年、芸文座） - 野中英次 役
- 桜の園（1945年、新劇合同） - エピホードフ 役
- 人形の家（1946年、東京芸術劇場） - ヘルマー 役
- 林檎園日記（1947年、東京芸術劇場） - 信胤 役
- 破戒（1948年、民衆芸術劇場） - 猪子蓮太郎 役
- たくみと恋（1948年、民衆芸術劇場） - フェルジナンド 役
- 山脈（1949年、民衆芸術劇場） - 山田 役
- かもめ（1950年・1969年、劇団民藝） - ドールン 役
- その妹（1951年、劇団民藝） - 西島 役
- 炎の人（1951年・1969年、劇団民藝） - フィンセント・ファン・ゴッホ 役
- 楊貴妃（1951年、新劇合同） - 高力士 役
- 厳頭の女（1952年、劇団民藝） - 大亀三郎 役
- 冒した者（1952年、劇団民藝） - 私 役
- 十三階段（1952年、劇団民藝） - 津野宣三 役
- 五稜郭血書（1952年、劇団民藝） - 榎本武揚 役
- 民衆の敵（1953年、劇団民藝） - トマス・ストックマン 役
- 日本の気象（1953年、劇団民藝） - 田代義孝 役
- セールスマンの死（1954年・1957年・1966年・1975年、劇団民藝） - ウィリィ・ローマン 役
- 幽霊やしき（1954年、劇団民藝） - 幽霊 役
- かもめ（1954年、新劇合同） - トリゴーリン 役
- 大和の村（1955年、劇団民藝） - 津田仙太郎 役
- ヴィルヘルム・テル（1955年、劇団民藝） - ゲスラー 役
- 愛は死をこえて（1955年、劇団民藝） - ジュリアス 役
- 遠い凱歌（1956年、劇団民藝） - 木越周作 役
- 最後の人びと（1956年、劇団民藝） - ヤーコフ 役
- アンネの日記（1956年、劇団民藝） - ファン・ダーン 役
- 楡の木蔭の欲望（1957年、劇団民藝）
- 法隆寺（1958年、劇団民藝） - 聖徳太子 役
- ポーギィとベース（1958年、劇団民藝）
- 関漢卿（1959年、新劇合同） - 関漢卿 役
- どん底（1960年、劇団民藝） - ルカ 役
- 橋からの眺め（1960年、劇団民藝）
- 火山灰地（1961年、劇団民藝） - 雨宮聡 役
- オットーと呼ばれる日本人（1962年、劇団民藝） - オットー 役
- 狂気と天才（1963年、劇団民藝） - キートン 役
- 夜明け前（1964年・1980年、劇団民藝） - 青山半蔵 役
- 冬の時代（1964年、劇団民藝） - 貝塚渋六 役
- 郡上の立百姓（1965年、訪中新劇団公演） - 定次郎 役
- 悲しみの酒場のバラード（1966年、劇団民藝）
- 白い夜の宴（1967年、劇団民藝） - 父 役
- 汚れた手（1967年、1968年、劇団民藝） - エドレル 役
- ベニスの商人（1968年、劇団民藝） - シャイロック 役
- もう一人のヒト（1970年、劇団民藝） - 香椎宮為永王 役
- 七月六日（1970年、劇団民藝） - レーニン 役
- 審判（1970年、劇団民藝） - 米国主席検察官 役
- 神の代理人（1971年、劇団民藝） - ドクタ一 役
- るつぼ（1971年、劇団民藝） - ダンフォース 役
- 予告の日（1971年、劇団民藝）
- 日本改造法案 北一輝の死（1972年、劇団民藝） - 北一輝 役
- 三人姉妹（1972年、劇団民藝） - ヴェルシーニン 役
- ハバナの審問（1972年、劇団民藝）
- 円空遁走曲（1973年、劇団民藝） - 滝野 役
- 桜の園（1974年、劇団民藝） - ロパーピン 役
- 才能とパトロン（1974年、劇団民藝）
- その妹（1978年、劇団民藝） - 西島 役　※兼演出
- 子午線の祀り（1979年・1981年・1992年） - 阿波民部重能 役
- こわれがめ（1983年、劇団民藝） - アーダム 役
- セールスマンの死（1984年、劇団民藝） - ウィリィ・ローマン 役　※兼演出
- アンネの日記（1984年・1990年・1996年、劇団民藝）※演出
- るつぼ（1986年、劇団民藝） - ダンフォース 役  ※兼演出
- 夏・南方のローマンス（1987年、劇団民藝）
- 息子（1987年、劇団民藝）※兼演出
- 雨（1988年、劇団民藝）
- 炎の人 ゴッホ小傳（1989年、劇団民藝） - ゴッホ 役  ※兼演出
- 巨匠（1991年、劇団民藝） - 老人 役
- 吉野の盗賊（1992年、劇団民藝）※演出
- 終末の刻（1993年、劇団民藝） - 井筒屋金次郎 役  ※兼演出
- 修善寺物語（1994年、劇団民藝） - 面作師夜叉王 役
- 俳諧師（1996年、劇団民藝） - 俳諧師鬼貫 役  ※兼演出
- あっぱれクライトン（1997年、劇団民藝）※演出

### 映画

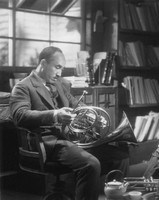
『世紀の合唱 愛国行進曲』（1938年）

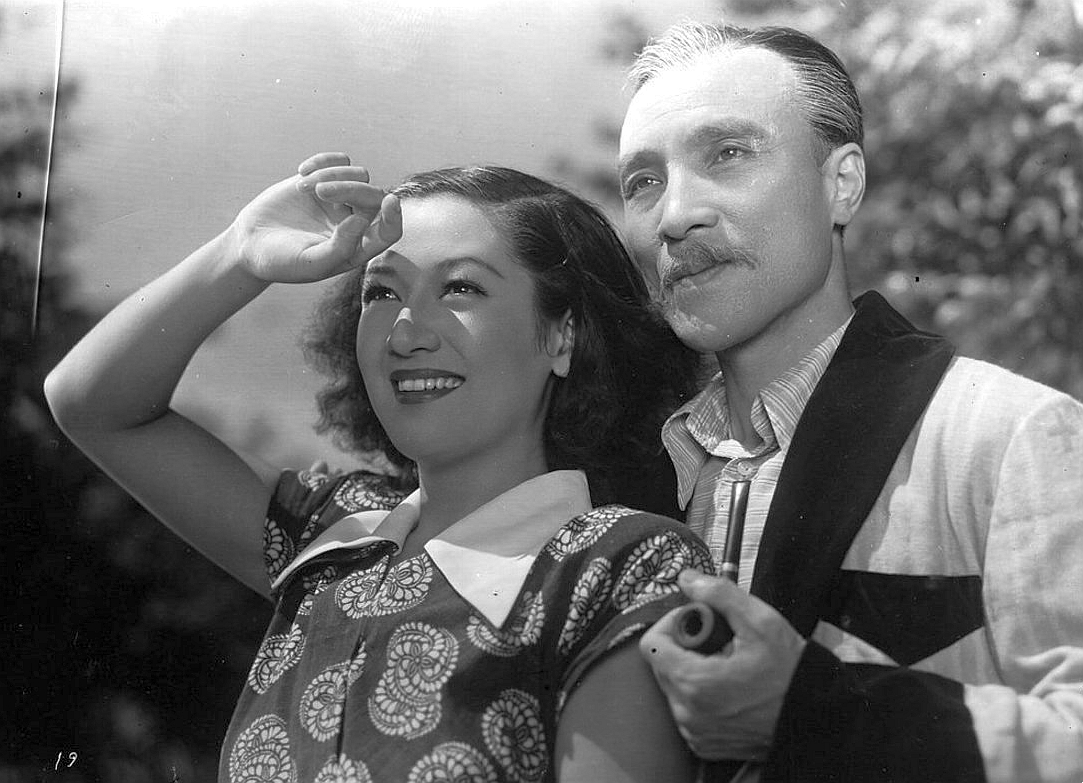
『安城家の舞踏会』（1947年）

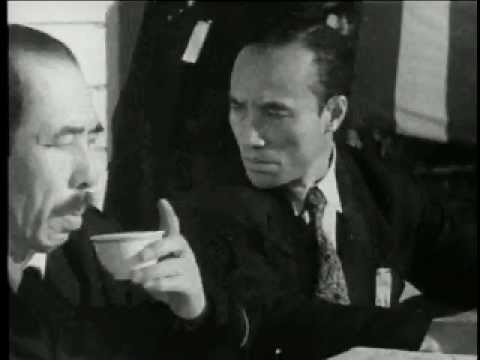
『暴力の街』（1950年）

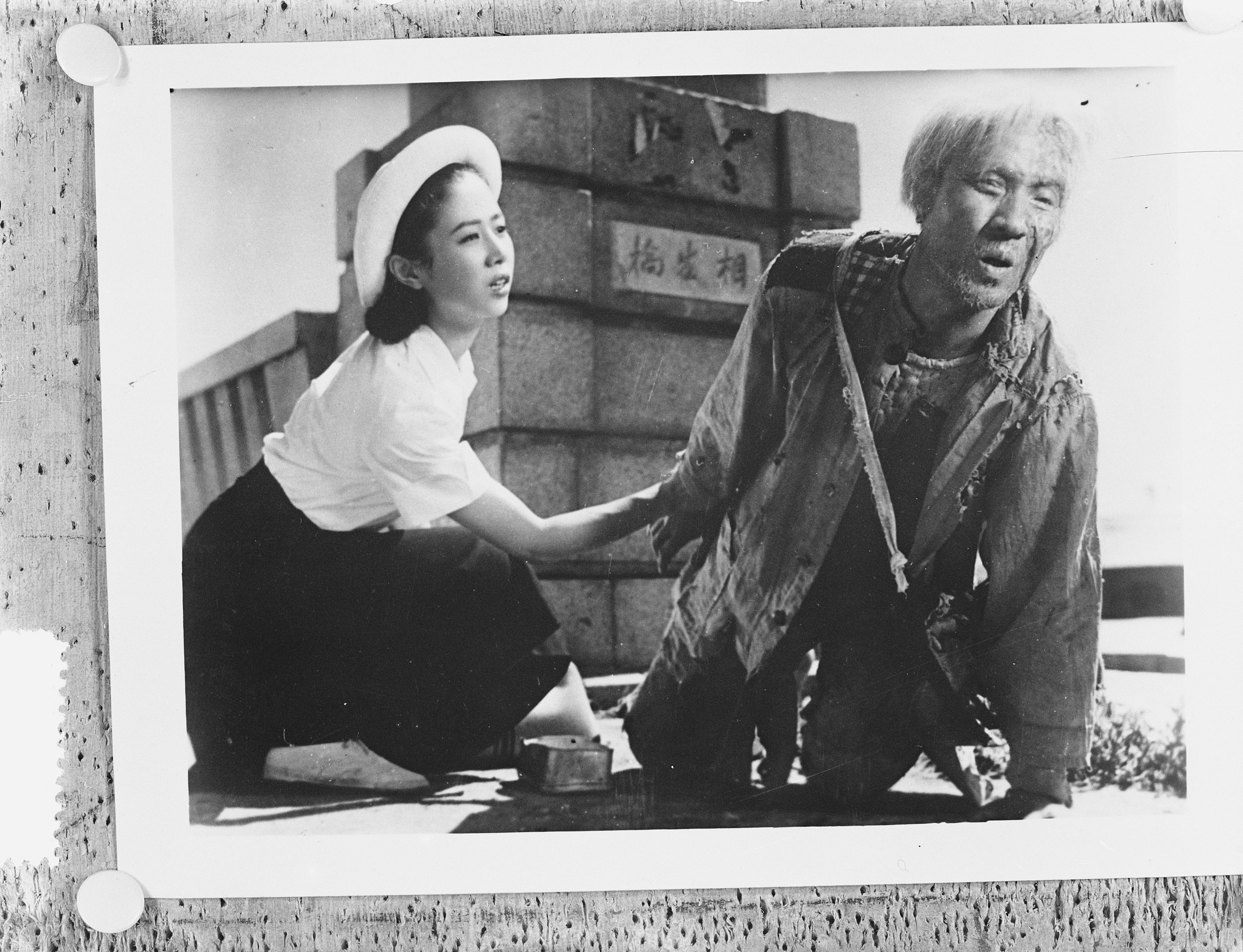
『原爆の子』（1952年）

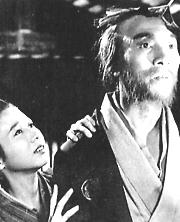
『夜明け前』（1953年）

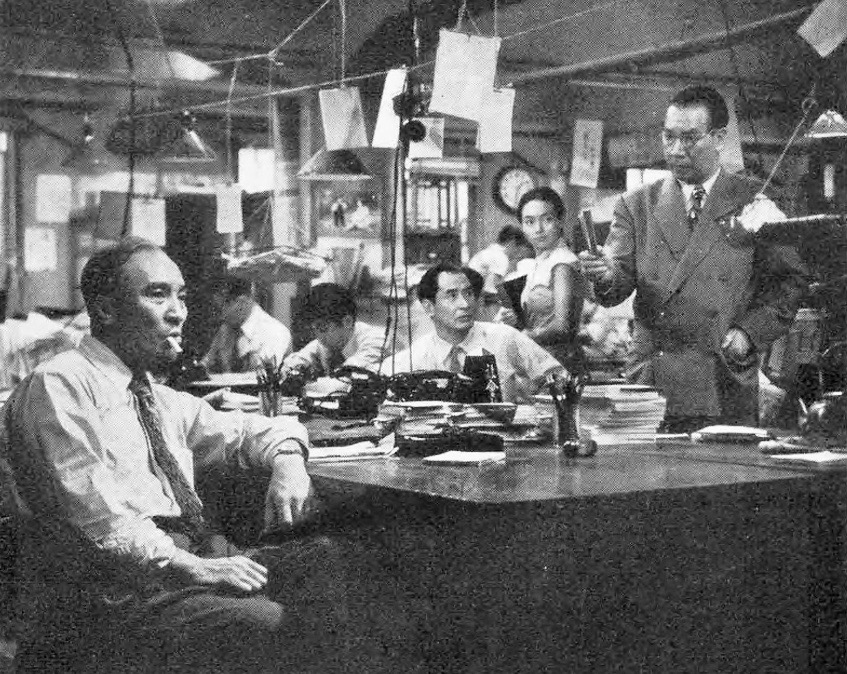
『黒い潮』（1954年）

太字の題名はキネマ旬報ベスト・テンにランクインした作品
- 河向ふの青春（1933年、音画芸術研究所）
- 乙女ごころ三人姉妹（1935年、P.C.L.） - 小杉 役
- 放浪記（1935年、P.C.L.）
- 都会の怪異七時三分（1935年、P.C.L.） - 質屋の親爺 役
- 噂の娘（1935年、P.C.L.） - 理髪店の客 役
- 巨人傳（1938年、東宝映画） - 清家老人 役
- 世紀の合唱 愛国行進曲（1938年、東宝映画） - 瀬戸口藤吉 役
- 藤十郎の恋（1938年、東宝映画） - 近松門左衛門 役
- 逢魔の辻 江戸の巻（1938年、東宝映画） - 三沢半之丞 役
- 綴方教室（1938年、東宝映画） - 大木先生 役
- 忠臣蔵（1938年、東宝映画） - 柳沢出羽守 役
- 初恋（1939年、東宝映画） - 岡松玄信 役
- 多甚古村（1940年、東宝映画） - 眼界和尚 役
- 奥村五百子（1940年、東京発声） - 鯉淵彦五郎 役
- 続蛇姫様（1940年、東宝映画） - 館林兵庫 役
- 煉瓦女工（1946年、南旺映画） - 父 役
- 安城家の舞踏会（1947年、松竹） - 安城忠彦 役
- 幸運の椅子（1948年、日映）
- わが生涯のかがやける日（1948年、松竹） - 佐川浩介 役
- 王将（1948年、大映） - 関根名人 役
- 破戒（1948年、松竹） - 猪子蓮太郎 役
- 検事と女看守（1949年、大映） - 秩田裁判長 役
- こんな女に誰がした（1949年、東横映画） - 刑事 役
- 新釈四谷怪談（1949年、松竹） - 直助権兵衛 役
- 真昼の円舞曲（1949年、松竹） - 春宮 役
- 破れ太鼓（1949年、松竹） - 茂樹の父直樹 役
- 暴力の街（1950年） - 戸山検事 役
- また逢う日まで（1950年、東宝） - 田島英作 役
- 戦火の果て（1950年、大映）
- 長崎の鐘（1950年、松竹） - 朝倉教授 役
- 風にそよぐ葦（1951年、東横映画） - 清原節雄 役
- 愛妻物語（1951年、大映） - 坂口監督 役
- 真説石川五右衛門（1951年、東映） - 不思議な老人 役
- 花荻先生と三太（1952年、劇団民藝） - 強羅さん 役
- 長崎の歌は忘れじ（1952年、大映） - 牧原宗雲 役
- 山びこ学校（1952年、八木プロ） - 無着の父 役
- 原爆の子（1952年、近代映画協会） - 岩吉爺さん 役
- 忠治旅日記 逢初道中（1952年、東映） - 加部安左衛門 役
- 母のない子と子のない母と（1952年、新教映） - 解説
- 縮図（1953年、新東宝） - 猪野 役
- 夜明け前（1953年、新東宝） - 青山半蔵 役
- 心臓破りの丘（1954年、大映） - 慧海和尚 役
- 花と竜（1954年、東映） - 吉田磯吉 役
- 黒い潮（1954年、日活） - 山名部長 役
- 泥だらけの青春（1954年、日活） - 森川重役 役
- 忠臣蔵 花の巻・雪の巻（1954年、松竹） - 吉良上野介 役
- 和蘭囃子（1954年、新東宝） - 高橋作左衛門 役
- 初姿丑松格子（1954年、日活） - 岡っ引き常吉 役
- 青春怪談（1955年、日活） - 阿久沢 役
- 六人の暗殺者（1955年、日活）- 坂本竜馬 役
- 自分の穴の中で（1955年、日活） - 青山の叔父 役
- 青銅の基督（1955年、松竹） - キリシトファ・フェレラ 役
- 沙羅の花の峠（1955年、日活） - 検事 役
- 江戸一寸の虫（1955年、日活） - 小笠原地頭 役
- 神阪四郎の犯罪（1956年、日活） - 今村徹雄 役
- 倖せは俺等のねがい（1957年、日活） - 重田糸治 役
- 鳴門秘帖（1957年、大映） - 脇伊豆 役
- 九人の死刑囚（1957年、日活） - 田所弁護士 役
- 白夜の妖女（1957年、日活） - 老宗朝 役
- 地上（1957年、大映） - 明鳥 役
- 春高楼の花の宴（1958年、大映） - 筑紫白鳳 役
- 忠臣蔵（1958年、大映） - 吉良上野介 役
- 盗まれた欲情（1958年、日活） - 山村民之助 役
- 紅の翼（1958年、日活） - 長沼純平 役
- キクとイサム（1959年、大東映画） - カメラの男 役
- 男が爆発する（1959年、日活） - 室戸米次 役
- 次郎長富士（1959年、大映） - 黒駒勝蔵 役
- 男なら夢を見ろ（1959年、日活） - 小野寺幸一 役
- 海軍兵学校物語 あゝ江田島（1959年、大映） - 河村校長 役
- かげろう絵図（1959年） - 中野石翁 役
- 野火（1959年、大映） - 安田 役
- 千姫御殿（1960年、大映） - 柳生但馬守 役
- 青年の樹（1960年、日活） - 総長 役
- 天下を取る（1960年、日活） - 鬼平五左衛門 役
- 甘い夜の果て（1961年、松竹） - 本堂 役
- 処刑前夜（1961年、日活） - 山際一作 役
- あいつと私（1961年、日活） - 阿川正男 役
- 釈迦（1961年、大映） - アシユダ仙人 役
- 酔っぱらい天国（1961年、松竹） - 専務 役
- からみ合い（1961年、にんじんくらぶ） - 倉山杏一郎 役
- 青年の椅子（1962年、日活） - 菱山 役
- 激流に生きる男（1962年、日活）
- お吟さま（1962年、にんじんくらぶ） - 豊臣秀吉 役
- 雲に向かって起つ（1962年、日活） - 川本総理 役
- 愛と死のかたみ（1962年、日活） - 飯島牧師 役
- 泥だらけの純情（1963年、日活） - 清水 役
- 何か面白いことないか（1963年、日活） - 松下政治郎 役
- 死闘の伝説（1963年、松竹） - 語る人 役
- 嘘（1963年、大映） - 裁判長 役
- 夜霧のブルース（1963年、日活） - 野上源造 役
- 花と怒涛 (1964年、日活)
- 人生劇場（1964年、日活） - 青成瓢太郎 役
- 怪談（1965年、にんじんくらぶ） - 作者 役
- 城取り（1965年、石原プロ） - 直江山城守兼続 役
- 霧の旗（1965年、松竹） - 大塚欽三 役
- 拳銃野郎（1965年、日活)
- 鉄火場仁義（1966年、日活） - 木沢 役
- 青春大統領（1966年、日活） - 黒田 役
- 徳川家康（1965年、東映） - 語り手
- 白昼の通り魔（1966年、創造社） - 声
- 愛と死の記録（1966年、日活） - 病院長 役
- 白い巨塔（1966年、大映） - 東京大学第二外科主任教授 船尾巌 役
- 秩父水滸伝 影を斬る剣（1967年、日活） - 県令吉田 役
- 黒部の太陽（1968年、石原プロ・三船プロ） - 太田垣士郎 役
- 祇園祭（1968年、日本映画復興協会） - ナレーション
- 昭和のいのち（1968年、日活） - 笹島医師 役
- 座頭市と用心棒（1970年、大映） - 烏帽子屋弥助 役
- 戦争と人間（日活） - 伍代由介 役
  - 第一部 運命の序曲（1970年）
  - 第二部 愛と悲しみの山河（1971年）
  - 第三部 完結篇（1973年）
- 甦る大地（1971年、石原プロ） - S金属会長 役
- 雨は知っていた（1971年、東宝） - 重役 役
- 内海の輪（1971年、松竹） - 宗三の義父 役
- 華麗なる一族（1974年、芸苑社） - 宮本開発銀行頭取 役
- 天保水滸伝 大原幽学（1976年、農村映画協会） - 林伊兵衛 役
- 皇帝のいない八月（1978年、松竹） - 佐橋総理大臣 役
- 天平の甍（1980年、芸苑社） - 良弁 役
- さくら隊散る（1988年、近代映画協会） - 証言者

### テレビドラマ
- 東芝日曜劇場（TBS）
  - 第179回「執行前三十分」（1960年）
  - 第225回「雨の庭」（1961年）
  - 第1696・1697回「林檎の木の下で」（1989年）
- 文芸劇場 第4回「ちちははの記」（1961年、NHK）
- 創作劇場 / 駆け込み訴え（1963年、NHK） - キリストの声
- こちら社会部（1963年、TBS）
- シオノギテレビ劇場 / 終末の刻（1966年、CX）
- おかあさん 第2シリーズ 第390話「手紙」（1967年、TBS） - 声
- 大河ドラマ（NHK）
  - 赤穂浪士（1964年） - 吉良上野介 役
  - 源義経（1966年） - 藤原秀衡 役
  - 三姉妹（1967年） - 風の新兵衛 役
  - 竜馬がゆく（1968年） - ナレーター
  - 天と地と（1969年） - 長尾為景 役
  - 新・平家物語（1972年） - 白河法皇、後白河法皇 役
- 銀河ドラマ / ゼロの焦点（1971年、NHK） - 室田儀作 役
- 天皇の世紀（1971年、ABC） - ナレーター
- 半七捕物帳（1971年 - 1972年、NET） - ナレーター
- 女・その愛のシリーズ / 鶴八鶴次郎（1973年、NET）
- ふりむくな鶴吉 第38話「その父その子」（1975年、NHK） - 増井惣十郎 役
- うしろの正面（1975年、NET） - 二宮 役
- 落日燃ゆ（1976年、NET） - 広田弘毅 役
- 横溝正史シリーズ / 獄門島（1977年、MBS） - 鬼頭嘉右衛門 役
- 土曜ドラマ / 松本清張シリーズ・棲息分布（1977年、NHK） - 井戸原俊敏 役
- さわやかな男（1977年 - 1978年、KTV）
- ゴールデンドラマシリーズ / 球形の荒野（1978年、CX） - 野上顕一郎 役
- 木曜ゴールデンドラマ / ガン回廊の朝（1980年、YTV）
- 若き血に燃ゆる〜福沢諭吉と明治の群像（1984年、TX） - ナレーター
- 忠臣蔵 風の巻・雲の巻（1991年、CX） - ナレーター

### ドキュメンタリー
- NHK特集「どんなご縁で〜ある老作家夫婦の愛と死〜」（1988年、NHK）- 朗読[12]

### ラジオドラマ
- 森永乳業名作シリーズ 第12集「砂の女」（1963年、文化放送） - 語り手・N 役
- ベルリンが歌っていた（1986年11月22日、NHK） - 第二の人物  役

## 著書
- 『俳優の創造』、青雅社、1948年
- 『愛は風雪に耐えて』、古谷綱武（編）、中内書店、1949年 ※妻・文子と共著